# Pomnik Kresowych Żołnierzy Niezłomnych Wyklętych w Braniewie
Pomnik Kresowych Żołnierzy Niezłomnych Wyklętych w Braniewie – pomnik przy ul. Królewieckiej w Braniewie, poświęcony poległym, zamordowanym oraz zmarłym żołnierzom kresowych brygad Armii Krajowej oraz innych struktur niepodległościowych.

## Historia pomnika
Pomnik powstaje od 2023 roku z inicjatywy Romualda Rzeszutka z Fundacji Non Notus z Mielca oraz Anny Szczepańskiej ze Stowarzyszenia im gen. bryg. Bolesława Nieczuja-Ostrowskiego z Elbląga. Autorem jest artysta rzeźbiarz Tomasz Łukaszczyk. Fundacja Non Notus kierowana przez prezesa Romualda Rzeszutka, pomysłodawcę wzniesienia największego w Polsce figuratywnego upamiętnienia podziemia antykomunistycznego – Pomnik Żołnierzy Wyklętych Niezłomnych w Mielcu, wybudowała wcześniej m.in. Pomnik Żołnierzy WiN – mjr. Ludwika Marszałka ps. „Zbroja” w Dębicy (odsłonięcie 3 marca 2024 roku) oraz Pomnik cc. mjr. Hieronima Dekutowskiego ps. „Zapora” w Bełżycach na Lubelszczyźnie (odsłonięcie 18 marca 2024 roku). 
Ostateczny wygląd pomnika w Braniewie ma przedstawiać się następująco: w centralnej części kolumna wykuta ręcznie z granitu baltic brown w kształcie przedramienia z zamkniętą dłonią. Na jednym z palców dłoni ryngraf 5 Wileńskiej Brygady Armii Krajowej, tj. płaskorzeźba z brązu z przedstawieniem Matki Boskiej Ostrobramskiej. Kolumnę wieńczy rzeźba orła wykonana z brązu. Po bokach 6 żołnierzy (w pierwszej wersji czterech) związanych ze wschodnimi Kresami i wileńskimi strukturami AK: kpt. Jana Borysewicza ps. Krysia, ppłk. Macieja Kalenkiewicza ps. Kotwicz, ppor. Czesława Zajączkowskiego ps. Ragner, ppor. Henryka Wieliczko ps. Lufa, ppor. Sergiusza Kościałkowskiego ps. Fakir i kpt. Gracjana Fróga ps. Szczerbiec, dowódcy 3 Brygady Wileńskiej AK.
W ostatecznej formie kolumnie zostanie nadana złotawa barwa poprzez pokrycie jej patyną. Dodatkowo na monumencie zostanie umieszczona tablica epitafijna.

### Postęp prac:
- Pod koniec 2023 roku, dzięki wsparciu Kancelarii Premiera Mateusza Morawieckiego poprzez pełnomocnika prezesa Rady Ministrów ds. ochrony miejsc pamięci Wojciech Labudę, a także finansowym wsparciu darczyńców, wykonano pierwszy etap budowy pomnika Kresowych Żołnierzy Niezłomnych Wyklętych. W ramach prac wykonano fundament, obłożono go kostką granitową. Na fundamencie posadowiono ok. 14-tonową kolumnę z ryngrafem V Wileńskiej Brygady AK[4].
- 9 marca 2024 roku podczas II Ogólnopolskiego Kongresu Środowisk Patriotycznych miało miejsce uroczyste wmurowania kamienia węgielnego pod Pomnik Kresowych Żołnierzy Niezłomnych Wyklętych. Uroczystości towarzyszyła prelekcja dra hab. Krzysztofa Szwagrzyka, który zaprezentował sylwetki żołnierzy, którzy zostaną upamiętnieni przy tym pomniku. Patronat honorowy nad II Kongresem objął prezydent Rzeczypospolitej Polskiej Andrzej Duda[2].
- 25 października 2024 ustawione zostały pierwsze 2 figury: ppłk. Macieja Kalenkiewicza ps. „Kotwicz” i ppor. Henryka Wieliczko ps. „Lufa”[5]. Donatorem figury ppłk. Macieja Kalenkiewicza jest Jerzy Szmid, prezes Garmond Press, który ufundował także figurę mjr. Ludwika Marszałka ps. „Zbroja” na pomniku w Dębicy oraz figury na monumencie w Mielcu: ppłk. Łukasza Cieplińskiego ps. „Pług” oraz mjr. Dragana Sotirovića ps. „Draża”.
- 16 maja 2025 dostawione zostały trzy kolejne figury: kpt. Gracjana Klaudiusza Froga ps. „Szczerbiec”, ppor. Czesława Zajączkowskiego ps. „Ragner” i ppor. Sergiusz Kościałkowski ps. „Fakir”[6].

## Galeria zdjęć

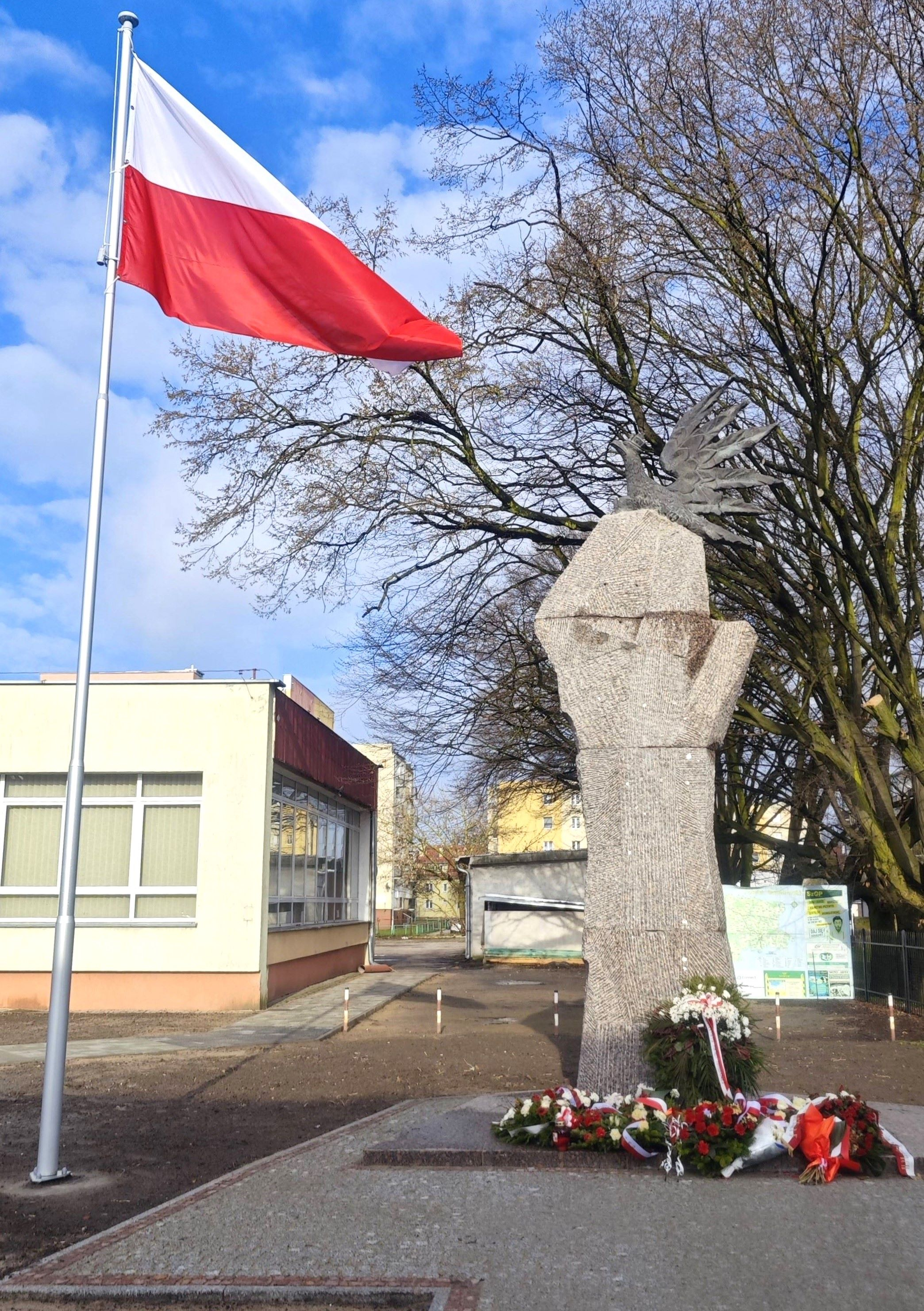
Pomnik 24 marca 2024
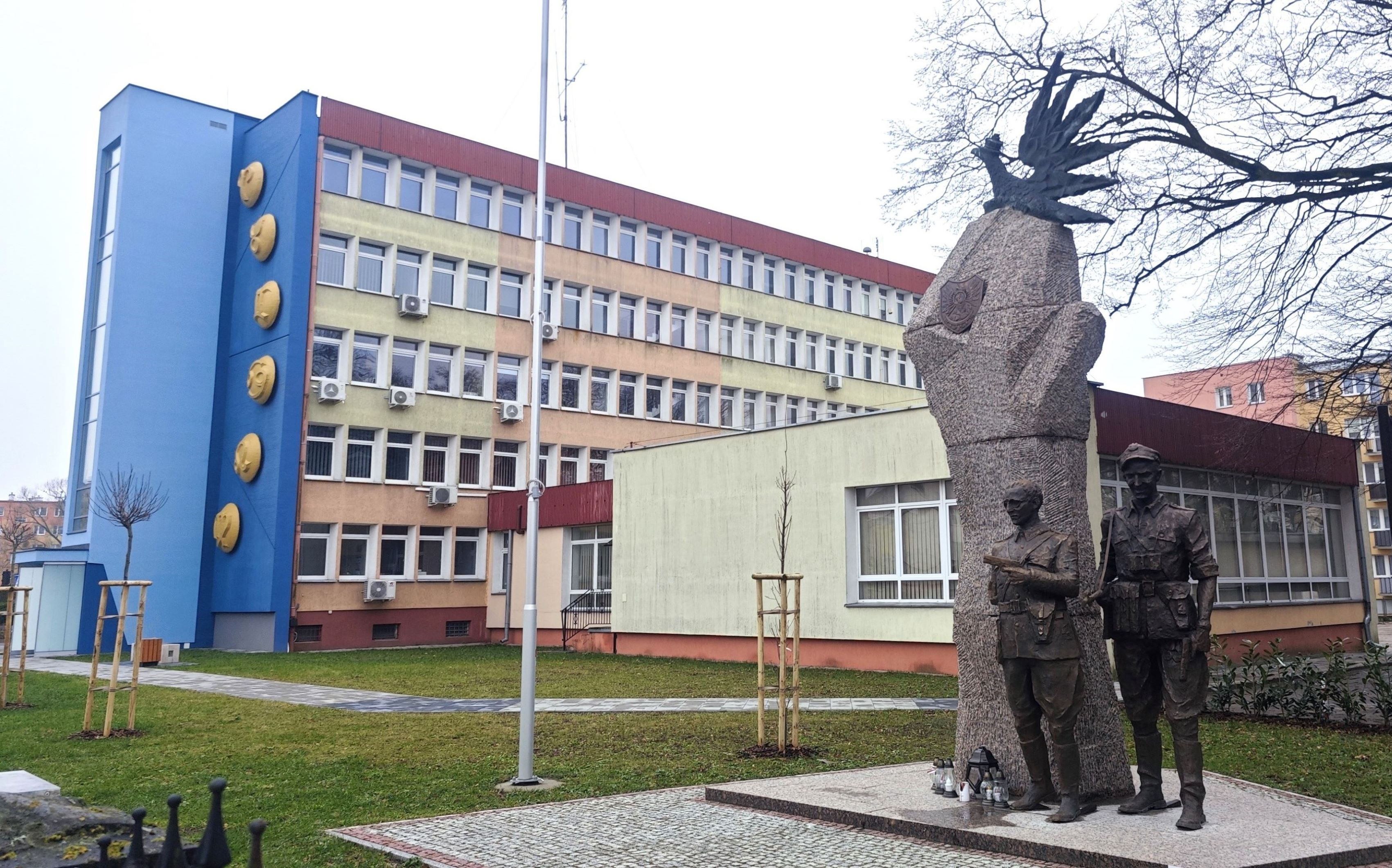
styczeń 2025
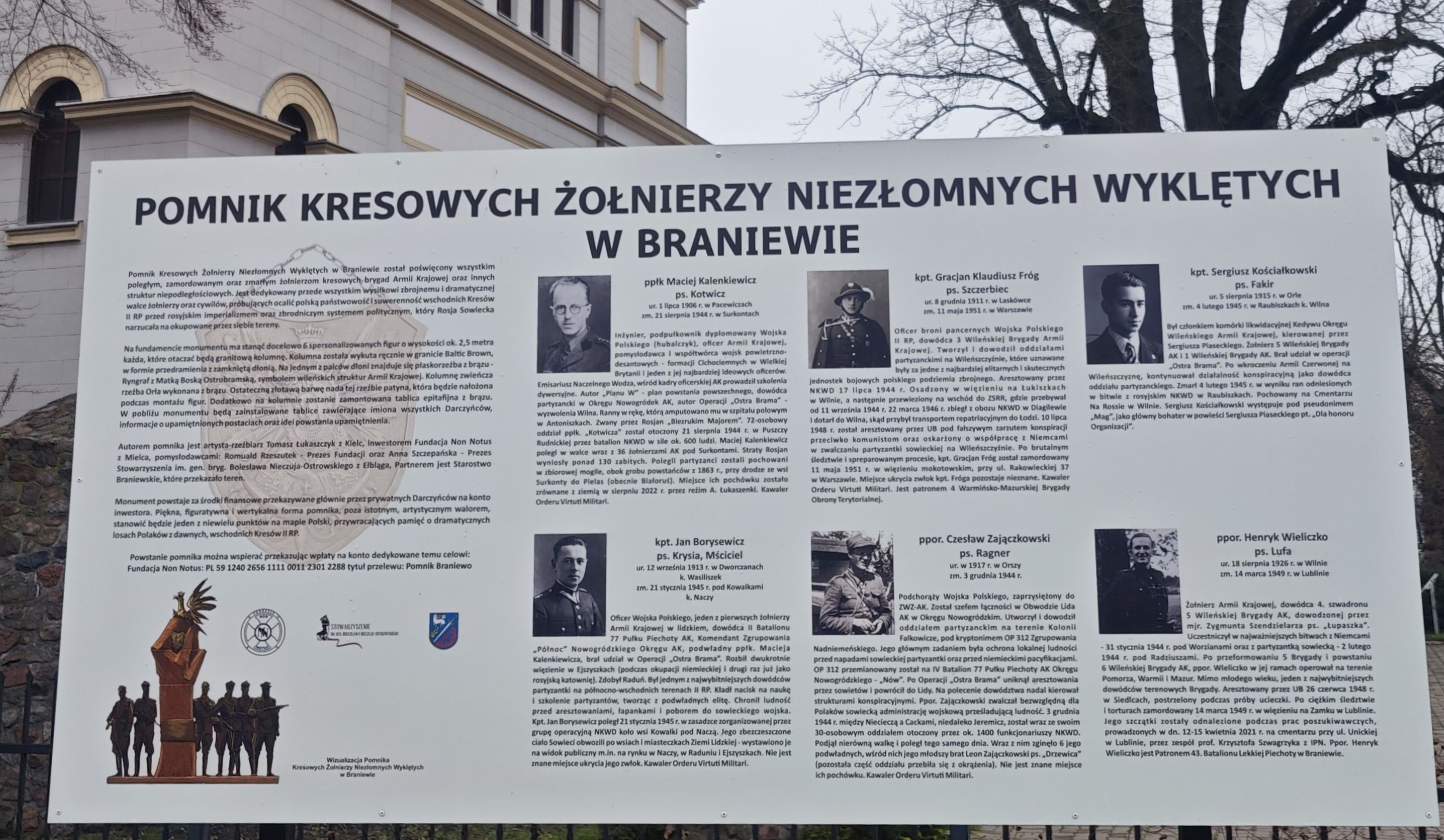
Tablica pamiątkowa przy pomniku
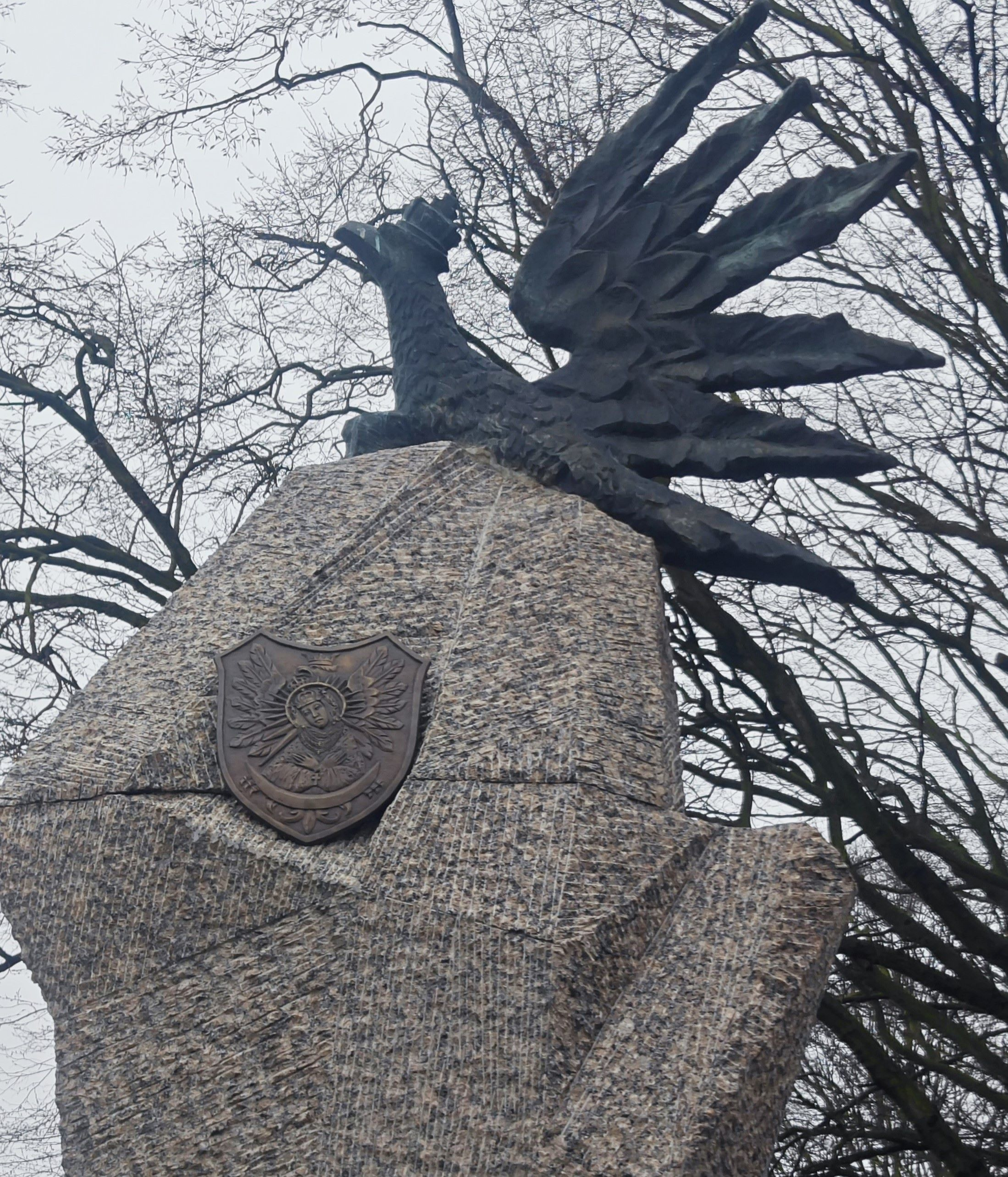
Orzeł i ryngraf 5 Wileńskiej Brygady Armii Krajowej
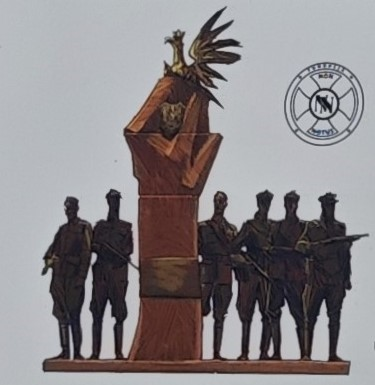
Końcowy projekt pomnika